# Frères de Limbourg
Pour les articles homonymes, voir Limbourg (homonymie).
Ne doit pas être confondu avec Frères (Belgique).

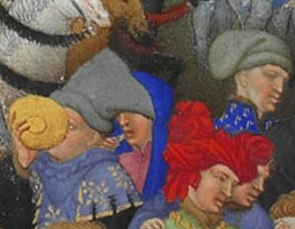
Certains historiens ont avancé l'hypothèse que trois de ces personnages seraient les frères de Limbourg, mais rien ne justifie cette hypothèse. Très Riches Heures, extrait du mois de janvier.

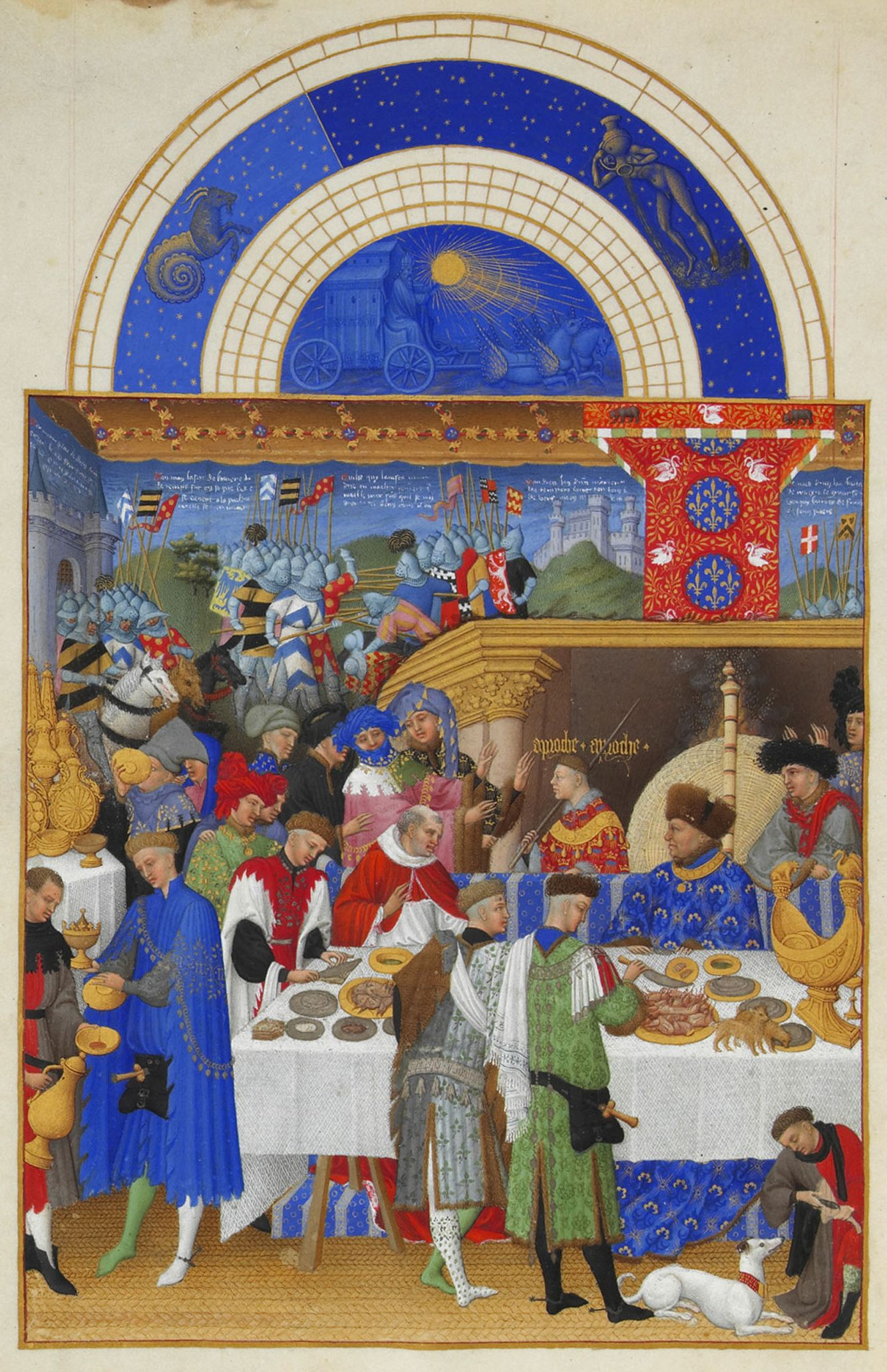
Les Très Riches Heures du duc de Berry, mois de janvier, musée Condé, Chantilly, ms.65, f.1v, vers 1411-1416.

Les Frères de Limbourg (Paul, Herman en Johan, Gebroeders Van Lymborch), de Gueldre, nés vers 1380 à Nimègue, Pays-Bas, sont des peintres et enlumineurs néerlandais. Ils sont issus d'une famille de peintres blasonneurs, fils d'un sculpteur sur bois et neveux du peintre Jean Malouel. Ils sont célèbres pour les livres enluminés pour le duc de Berry, Jean Ier, et notamment Belles Heures du duc de Berry mais surtout la majeure partie des enluminures du livre d'heures nommé Les Très Riches Heures du duc de Berry. Ils laissent cette dernière œuvre inachevée quand ils meurent de la peste en 1416, la même année que leur commanditaire.

## Biographie

### La Famille Limbourg
Leur grand-père, Johannes de Lymborch, est probablement originaire du village de Limbourg situé sur la Vesdre. Il s'installe à Nimègue, alors capitale du Duché de Gueldre : les archives conservent sa trace dès 1366. Son fils Arnold (né vers 1355-1360 et mort vers 1395-1399) est un sculpteur sur bois qui réalise de nombreuses commandes pour la cour du duché. Vers 1385, Arnold se marie à Mechteld Maelwael (ou Malouel), fille d'une famille de peintres héraldiques prospères et ils ont ensemble six enfants. Herman (ou Hermant) est probablement l'aîné, né vers 1385, puis vient Paul (ou Polleke ou Polequinen, suivant les sources), en 1386 ou 1387, et Johan (ou Johanneke, Jacquemin, Gillequin ou encore Jehanequin) en 1388. Ils ont aussi deux jeunes frères, Rutger (né vers 1390) et Arnold (né vers 1393-1395), et une sœur, Greta. Rutger est signalé entre 1414 et 1435 comme chanoine de la Sainte-Chapelle de Bourges. Arnold suit une formation d'orfèvre et se voit attribuer plusieurs pièces toujours conservées.

### Les Limbourg et le duc de Bourgogne
Vers 1398, sans doute après la mort de leur père, Herman et Jean, âgés de 13 et 10 ans environ, sont envoyés par leur mère à Paris. Leur oncle Jean Malouel (ou Johan Maelwael en néerlandais) est alors le plus important peintre des cours de France et de Bourgogne. Il les envoie comme apprentis chez Alebret de Bolure, un orfèvre originaire du Luxembourg qui travaille pour le duc de Bourgogne, Philippe le Hardi, vers 1393-1394 et qui a eu l'occasion de collaborer avec Jean Malouel. Ils ne suivent probablement pas leur apprentissage jusqu'à son terme et à l'automne 1399, ils quittent Paris pour s'en retourner à Nimègue, probablement pour fuir une épidémie de peste qui touche la ville. Cependant, ils sont capturés sur le chemin du retour, à Bruxelles. Les deux frères y sont retenus en otage probablement en raison de différends qui opposent alors le duché de Brabant et celui de Gueldre. Leur mère ne peut payer la rançon de 55 écus d'or. La guilde des orfèvres de la ville commence alors à récolter l'argent pour leur libération. Finalement, Philippe II de Bourgogne paye la totalité de la rançon et rembourse les sommes avancées par la guilde, en raison des services inestimables rendus par leur oncle, alors à son service. Ils sont relâchés en mai 1400.
Leur oncle Jean Malouel les recommande ensuite probablement à son protecteur et mécène. Jean et Paul sont employés comme enlumineurs en février 1402 par Philippe II à Paris. Jean est alors âgé d'environ 17 ans et Paul 15 ans. Il leur demande de travailler pour quatre ans sur l'enluminure d'une Bible. Il se peut qu'il s'agisse de la Bible Moralisée, conservée à la Bibliothèque nationale de France à Paris (Français 166), qui en tout cas est indiscutablement un de leurs travaux. Ils ne peuvent alors, d'après leur contrat, travailler pour un autre commanditaire pendant toute cette période. Leur salaire, élevé pour l'époque, se monte à 10 sous par jour et par peintre. Ils sont logés à Paris chez Jean Durand, le médecin personnel du duc de Bourgogne. Il est possible qu'Herman continue en parallèle sa carrière d'orfèvre car un « Petit Herman » est signalé comme fournisseur du duc de Berry en 1403. Philippe II meurt le 27 avril 1404, avant que la bible ait pu être achevée.

### Les Limbourg et le duc de Berry

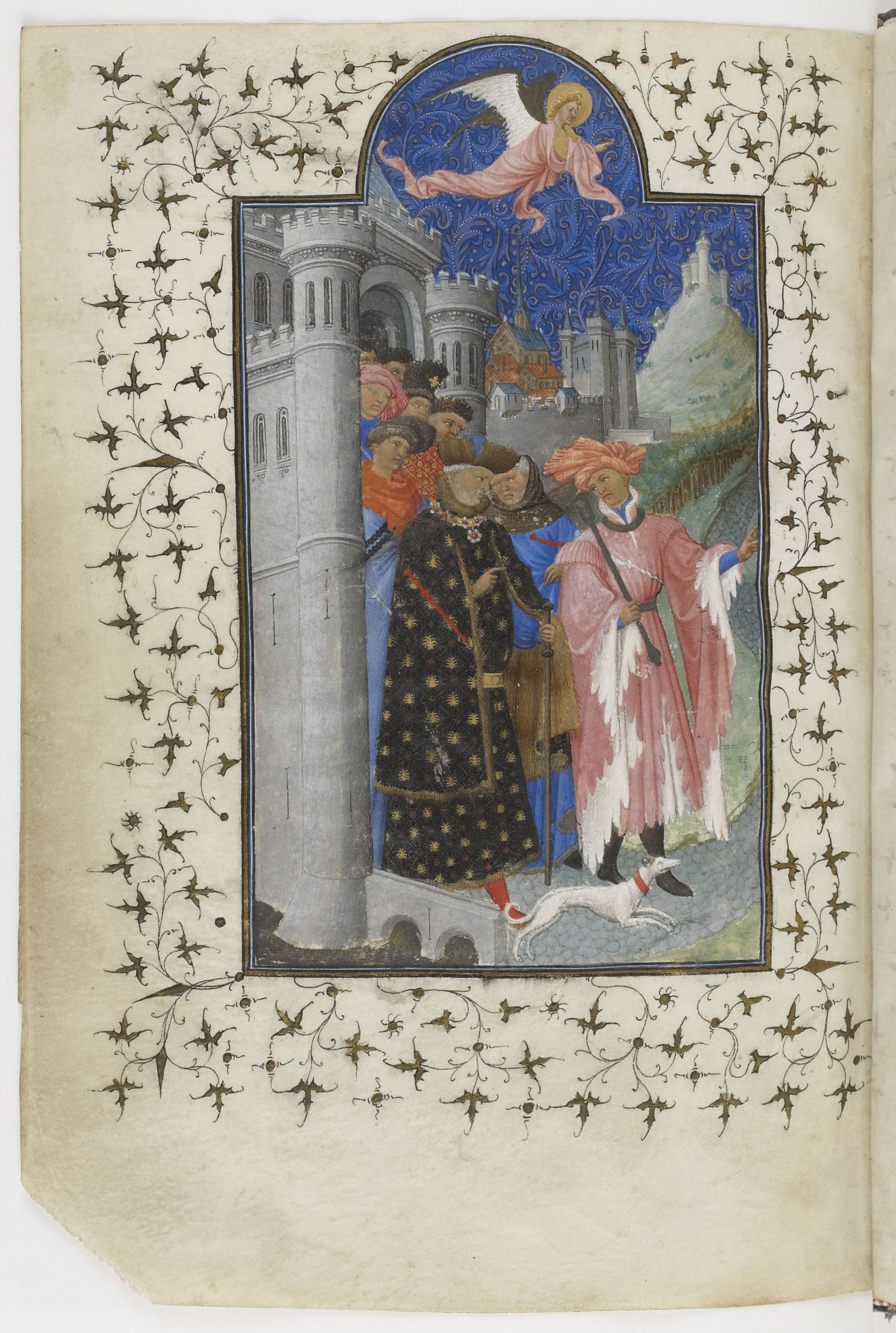
Miniature ajoutée par les Frères de Limbourg dans Les Petites Heures de Jean de Berry, 1412 (BNF, Paris)

La même année 1404, Hermann, Paul et Jean sont embauchés par Jean Ier de Berry, frère du duc de Bourgogne. C'était un collectionneur obsessionnel, et particulièrement d'orfèvreries et de pierres précieuses. En 1405, ils réalisent peut-être la décoration d'une charte pour sa Sainte-Chapelle à Bourges. Il leur commande la même année un livre d'heures, maintenant connu sous le nom des Belles Heures du Duc de Berry. Ils passent 4 à 5 années sur ce travail et réalisent ainsi 158 miniatures. Il est difficile de déterminer la part de chaque frère dans le travail d'enluminure. Plusieurs auteurs ont tenté de faire la part entre le travail de Paul, Jean et Herman, mais sans convaincre tous les critiques. Ils achèvent l'ouvrage en 1408 ou 1409. En 1410 ou 1411, le duc leur assigne un projet encore plus important, désigné par la suite sous le nom de Très Riches Heures du duc de Berry.
Le duc est sans doute très content de leur travail car il les comble de présents à de multiples reprises. Paul de Limbourg reçoit ainsi de nombreux bijoux et pierres précieuses. Réciproquement, les trois frères offrent aussi des cadeaux à leur protecteur : le 1er janvier 1411, ils lui offrent un livre factice, couvert de velours et muni de deux fermoirs aux armes du duc. Paul notamment est sans doute le plus proche de Jean de Berry : il reçoit l'office de « valet de chambre », comme son oncle l'avait reçu du duc de Bourgogne.

### L'Affaire Gilette de la Mercière
L’histoire de Gilette de la Mercière illustre bien jusqu’où allait le duc pour faire plaisir à ceux qui travaillaient pour lui. À l’automne 1408, il est assigné en procès par une famille de Bourges : il retient alors prisonnière dans son château d’Étampes une fillette d’environ huit ans qu’il souhaite marier à Paul van Limburg qualifié en la circonstance de peintre allemand. Il va ainsi contre la volonté de sa mère, Marie du Breuil, veuve d’un riche homme d’affaires du nom de Giles le Mercier et appuyée par d’autres membres de sa famille. Le 7 janvier 1409, par ordre du roi Charles VI lui-même, le duc est sommé de rendre la fille à sa mère, ce qui est exécuté le 11 février de la même année. En 1411, Jean de Berry fait don à Paul van Limburg d’une des plus belles demeures de Bourges, située 5 rue Porte Jaune. Paul y réside désormais avec ses frères, après avoir longtemps logé dans l'hôtel de Nesles, le logis du duc à Paris. Une fois installé dans cette ville, Paul épouse Gilette, à l'âge de douze ans. Ils n’ont pas d’enfants et, après la mort de Paul en 1416, Gilette se remarie avec un certain André Le Roy et le nouveau couple continue de vivre dans sa maison de Bourges.

### Leur disparition
En 1415, les trois frères sont de retour à Paris. Ils sont encore mentionnés comme bénéficiaires d'un cadeau sous la forme d'un anneau d'or orné d'un rubis dans un inventaire du duc du 22 août. On ne connaît pas la date précise de leur disparition, à un âge situé entre 28 et 31 ans. La cause de cette mort reste aussi inconnue, même si la raison souvent avancée est une épidémie de peste qui sévit alors. Le 9 mars 1416, les archives de Nimègue signalent que Jean de Limbourg est mort. Six mois plus tard, ces mêmes sources indiquent la mort d'Herman et de Paul. En septembre et octobre, leur jeune frère Johannes et leur sœur Greta sont nommés exécuteurs testamentaires et chargés de l'inventaire après-décès des trois frères. Les Très Riches Heures restent donc inachevées. Leur commanditaire meurt aussi en juin 1416, sans doute pour la même raison : la peste.

## Œuvres attribuées
En grande partie inaccessibles, les travaux des frères Limbourg restent relativement oubliés, jusqu'au XIXe siècle. Ils ont constitué cependant une inspiration pour les générations suivantes de peintres, au-delà de la seule enluminure. Leur travail relève d'une tradition franco-flamande, mais montre également de profondes influences italiennes. Aucune de leurs œuvres n'est signée, mais plusieurs sont signalées dans des inventaires et pièces d'archives. D'autres sont attribuées par critères stylistiques.

### Principaux manuscrits
- Bible Moralisée, Bibliothèque nationale de France, Français 166, 1402-1404, 184 miniatures attribuées aux trois frères et 124 marges ;
- Les Belles Heures du duc de Berry, Metropolitan Museum of Art, The Cloisters, Acc.no.54.1.1, 1405-1409, 172 miniatures ;
- Les Très Riches Heures du duc de Berry, musée Condé, Chantilly, Ms. 65, 35 miniatures pleine page, 25 miniatures sur une colonne, une page composite ;

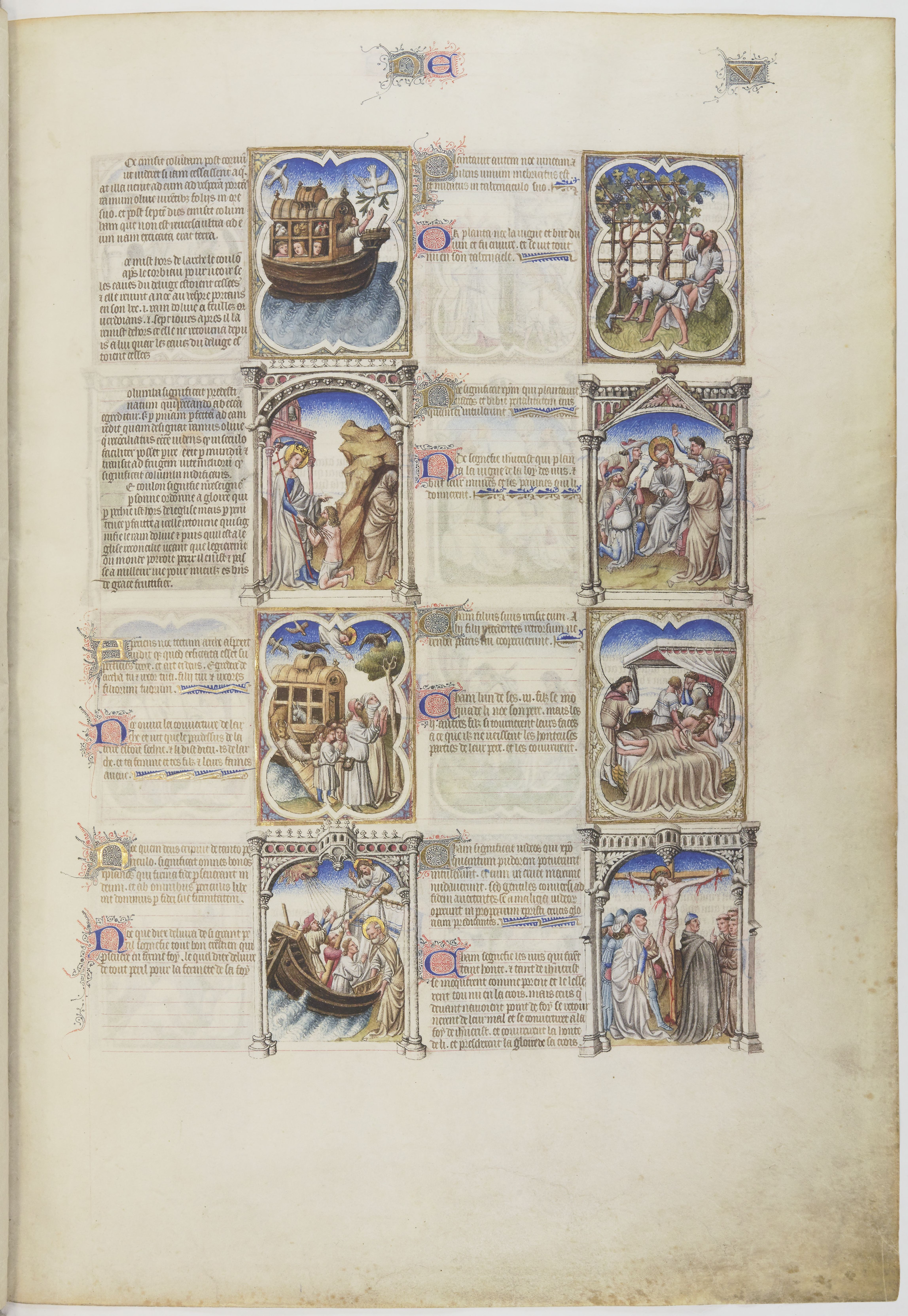
Bible moralisée de Philippe le Hardi, f.5r., BNF.
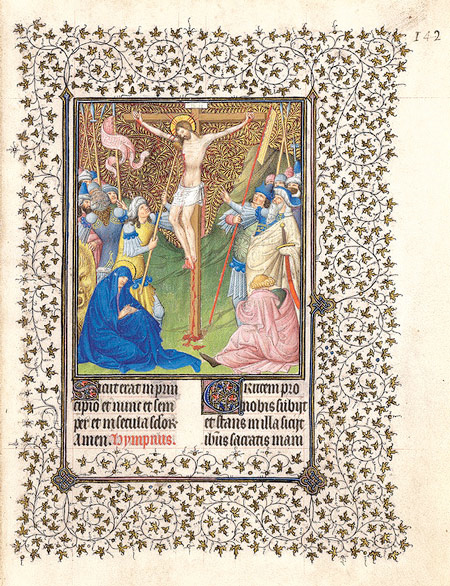
Belles Heures de Jean de France (MMA, New York).
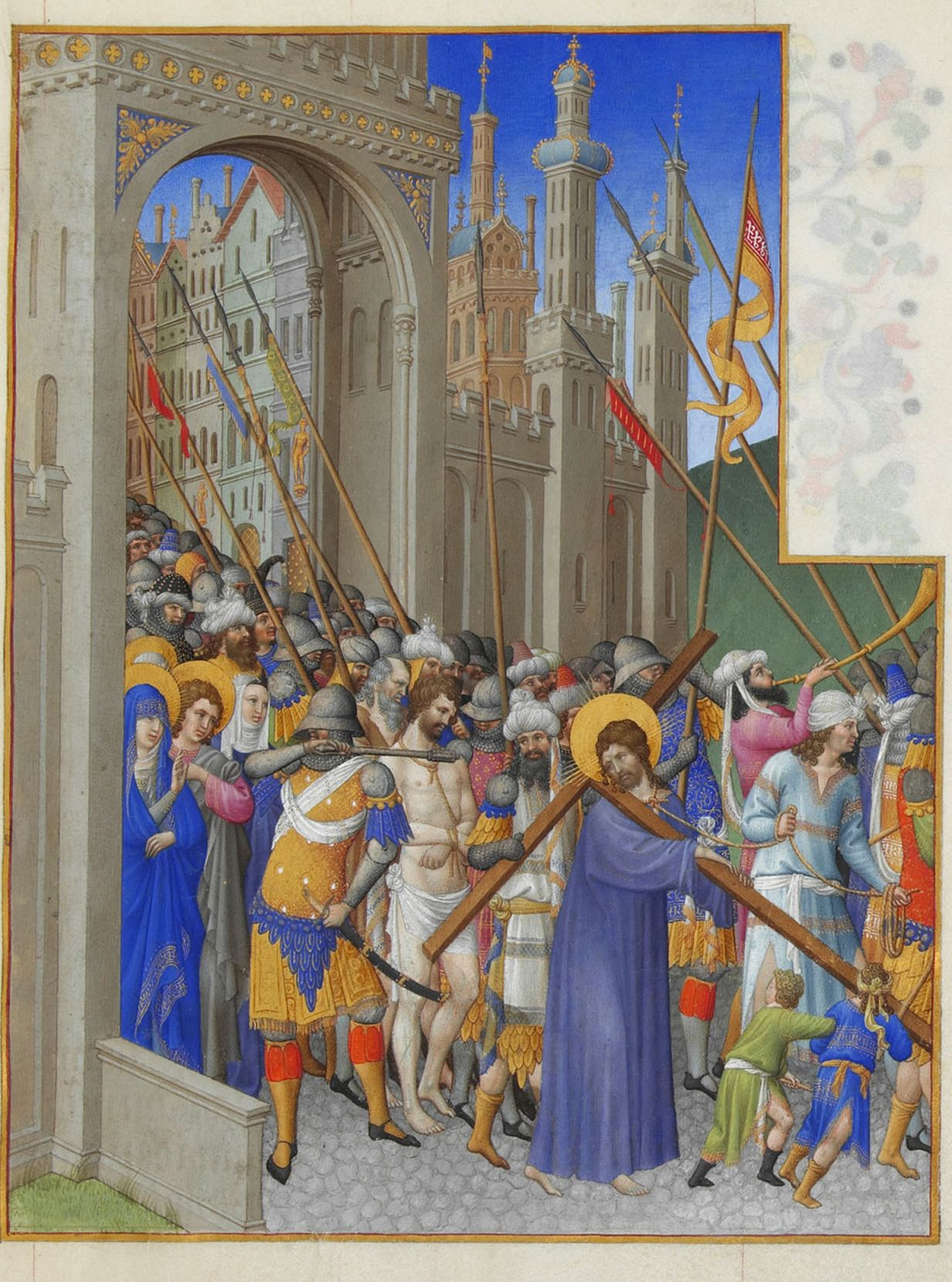
Les Très Riches Heures du duc de Berry, f.147r.

### Heures dessinées

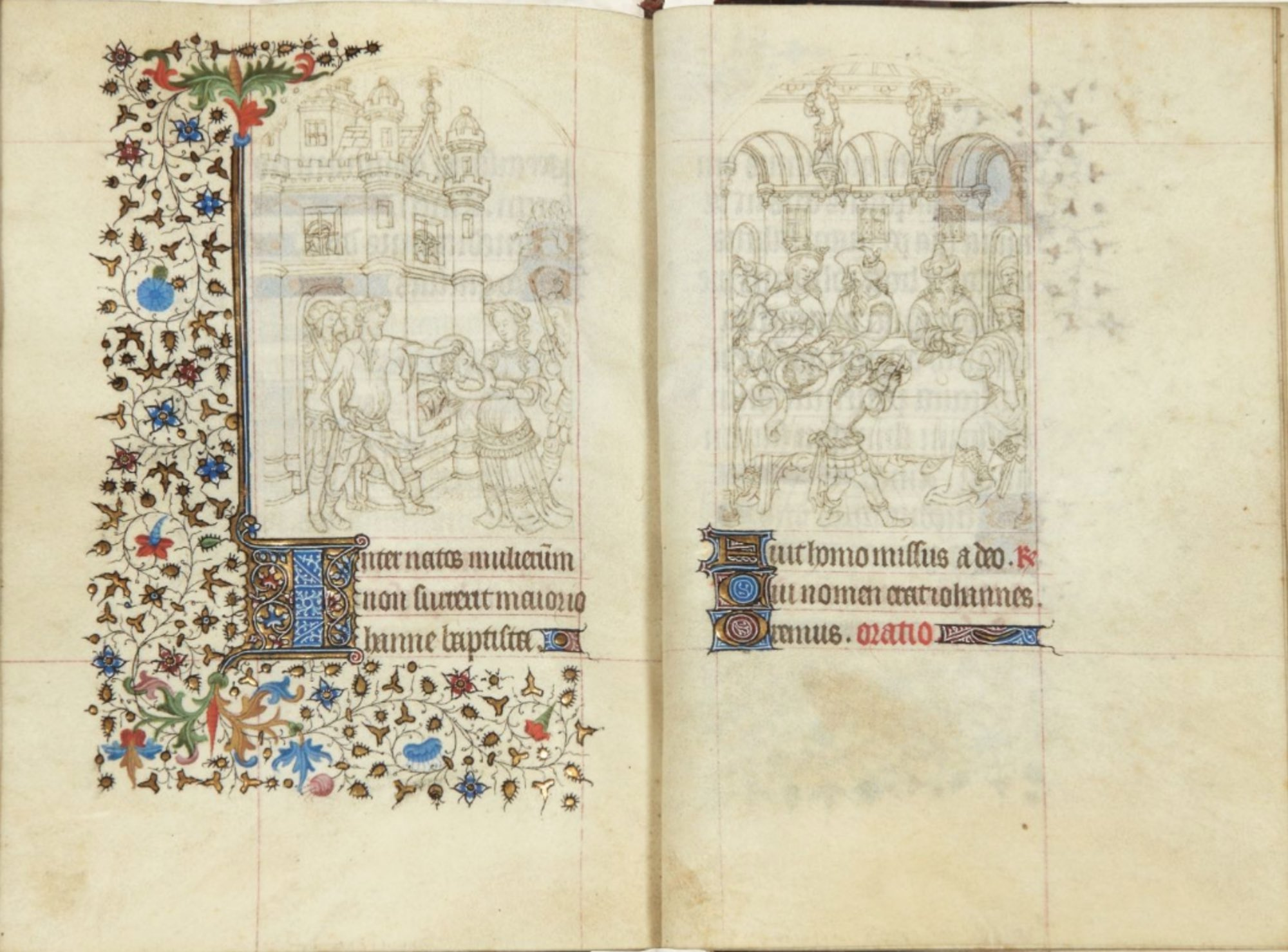
Heures dessinées, mort de saint Jean Baptiste, f.152v-153r.

En 2016, a été mis en vente un livre d'heures illustré de dessins inachevés dont la réalisation a été attribuée à Paul de Limbourg. Il est composé, sur 178 feuillets de parchemin, de 38 grandes miniatures et 4 lettrines à la plume, sans couleur, dont le dessin les rapproche de certaines miniatures des Belles Heures. L'ouvrage a été acquis pour plus de deux millions d'euros le 16 décembre 2013 lors de la vente aux enchères chez Millon à Bruxelles par Heribert Tenschert, un libraire germano-suisse qui l'a exposé lors du salon TEFAF de Maastricht en 2016. En 2017, la Commission consultative des trésors nationaux reconnait dans cette œuvre un trésor national, le manuscrit ayant été exporté de France illégalement sans demande préalable du certificat d'exportation. Il est pourtant vendu par Tenschert en 2019 pour la somme de 10 millions de francs suisses. La même année, les vendeurs français et la maison de vente belge sont condamnés pour cette exportation illégale. En 2023, la maison de vente belge demande l'annulation de la vente devant les tribunaux belges. Le tribunal a cependant estimé que la demande d'annulation de la vente était recevable mais non fondée, que la demande de restitution venue de la France - intervenante volontaire dans la procédure - n'avait ni fondement civil ni fondement commercial, et qu'enfin, aucune faute d'expertise ne pouvait être reprochée aux experts intervenus dans la vente. Le manuscrit reste dès lors entre les mains de son acheteur.

### Miniatures isolées
- Ajout de trois miniatures aux Très Belles Heures de Notre-Dame, BNF, NAL 3093[13], vers 1410 : L'Adoration de la Sainte Trinité, L'Adoration de Dieu le père et Itinéraire du duc de Berry (cette dernière ayant disparu, connue par un dessin ancien) ;
- Ajout d'une miniatures aux Petites Heures du duc de Berry, BNF, Latin 18014[14], vers 1412 : Jean de Berry partant en pèlerinage ;
- Une miniature du livre Valerius Maximus, De dictis factisque mirabilius, Bibliothèque apostolique vaticane, Cod. Reg. Lat. 939, vers 1410 : Valerius Maximus à l'étude (frontispice)[15] ;
- Saint Christophe portant le Christ, miniature isolée extraite d'un livre d'heures non identifié, National Gallery of Art, Washington, Acc.no.B-13 520[16].
- Décorations de marges à la plume dans les litanies d'un livre d'heures attribué par ailleurs au Maître de Bedford et au Maître de Luçon, Bodleian Library, Ms. Douce 144, f.105r, 108v-109r, 110r[17]
- Charte de dédicace de la Sainte-Chapelle de Bourges comprenant une lettrine historiée représentant Jean de Berry, 18 avril 1405, aujourd'hui disparue (brûlée en 1857) et connue uniquement par une copie du XIXe siècle en lithographie commandée par Auguste de Bastard d'Estang d'après l'original, Bourges, Archives départementales du Cher, J 771

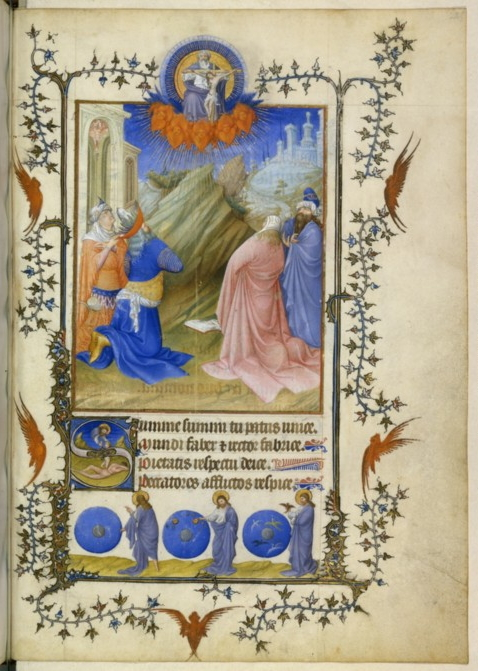
Les Très Belles Heures de Notre-Dame, « L'Adoration de Dieu le père », f.240r, BNF.
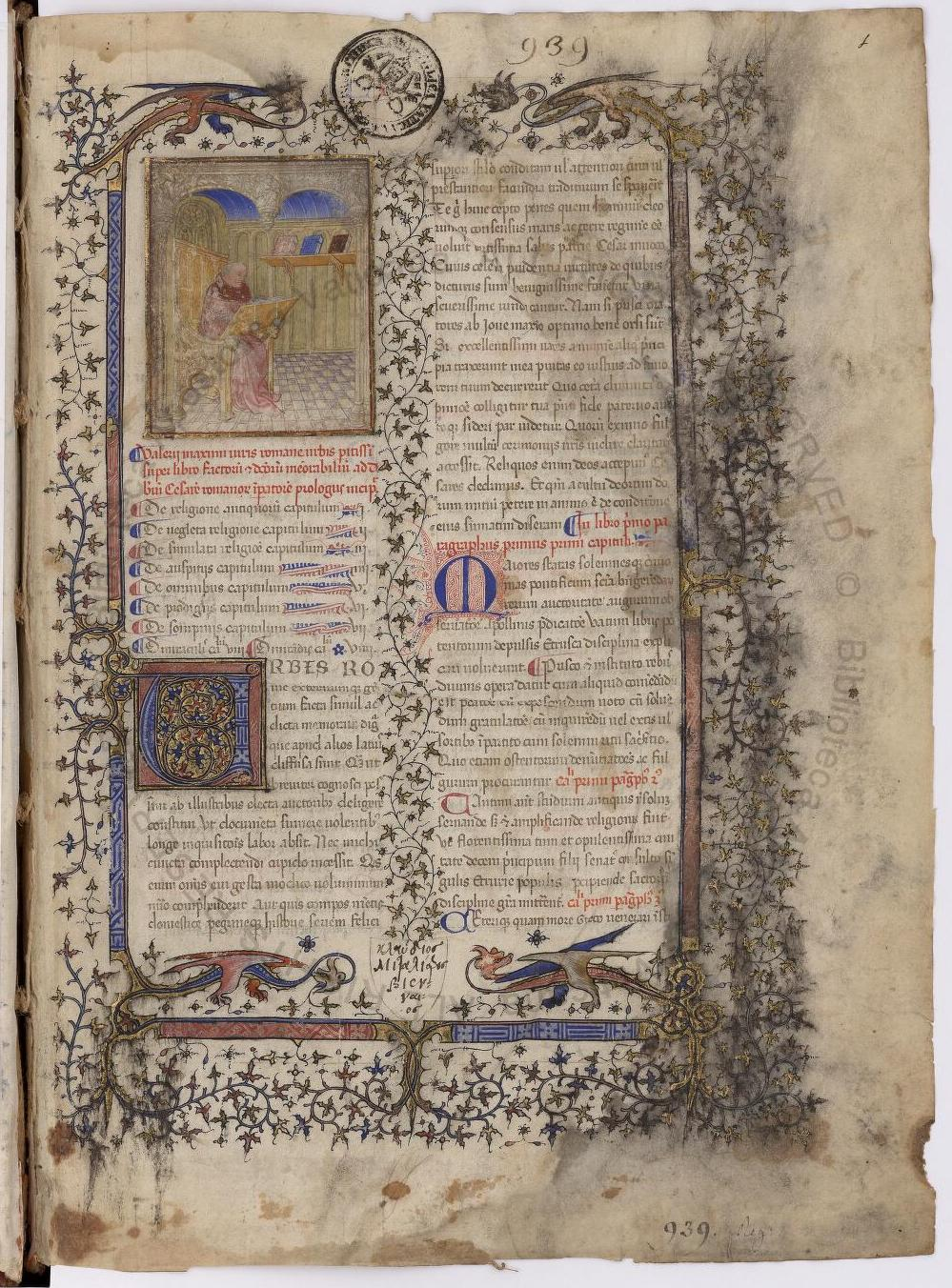
Valerius Maximus à l'étude, Bibliothèque vaticane.
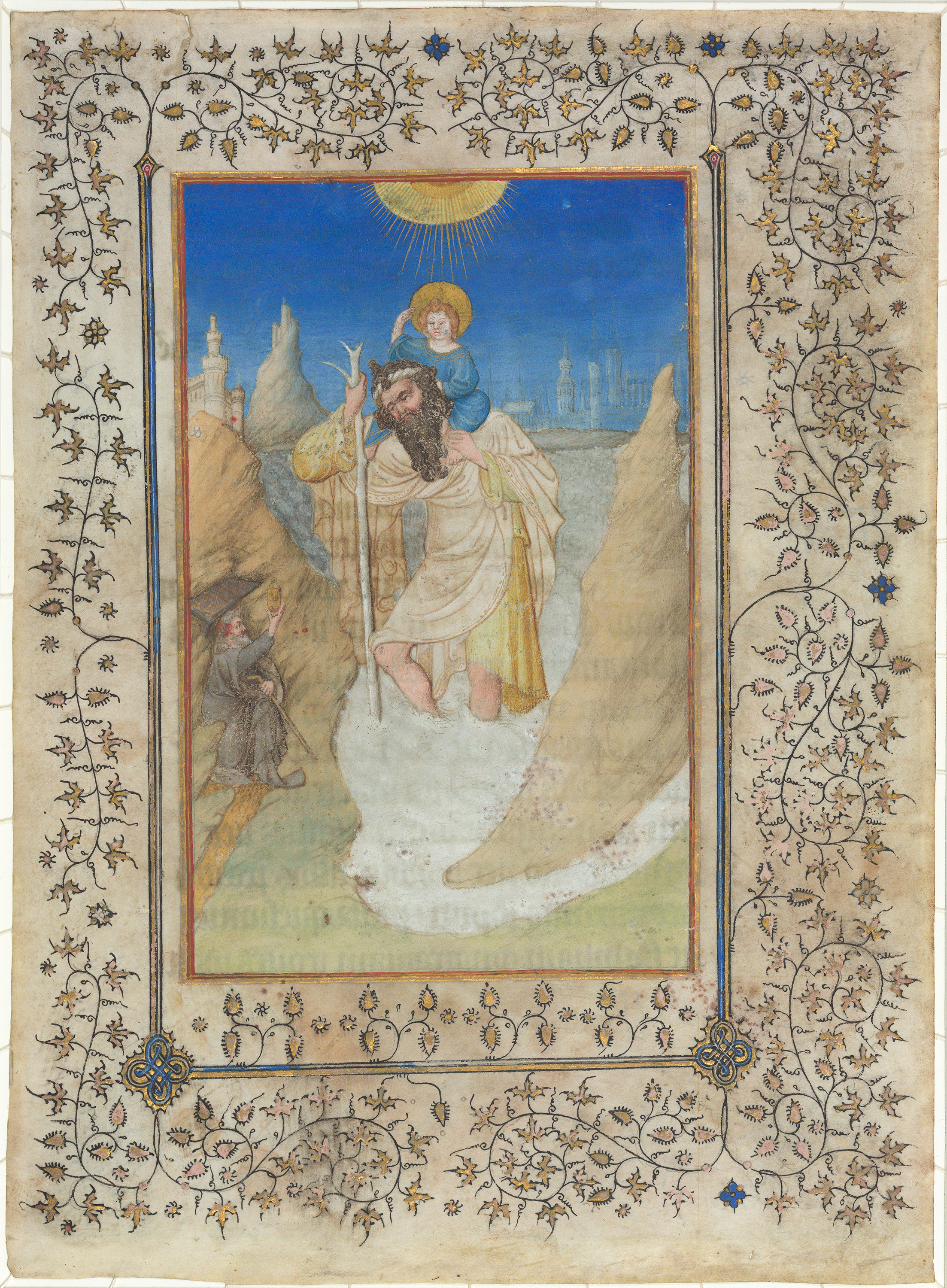
Saint Christophe portant le Christ, National Gallery of Art.
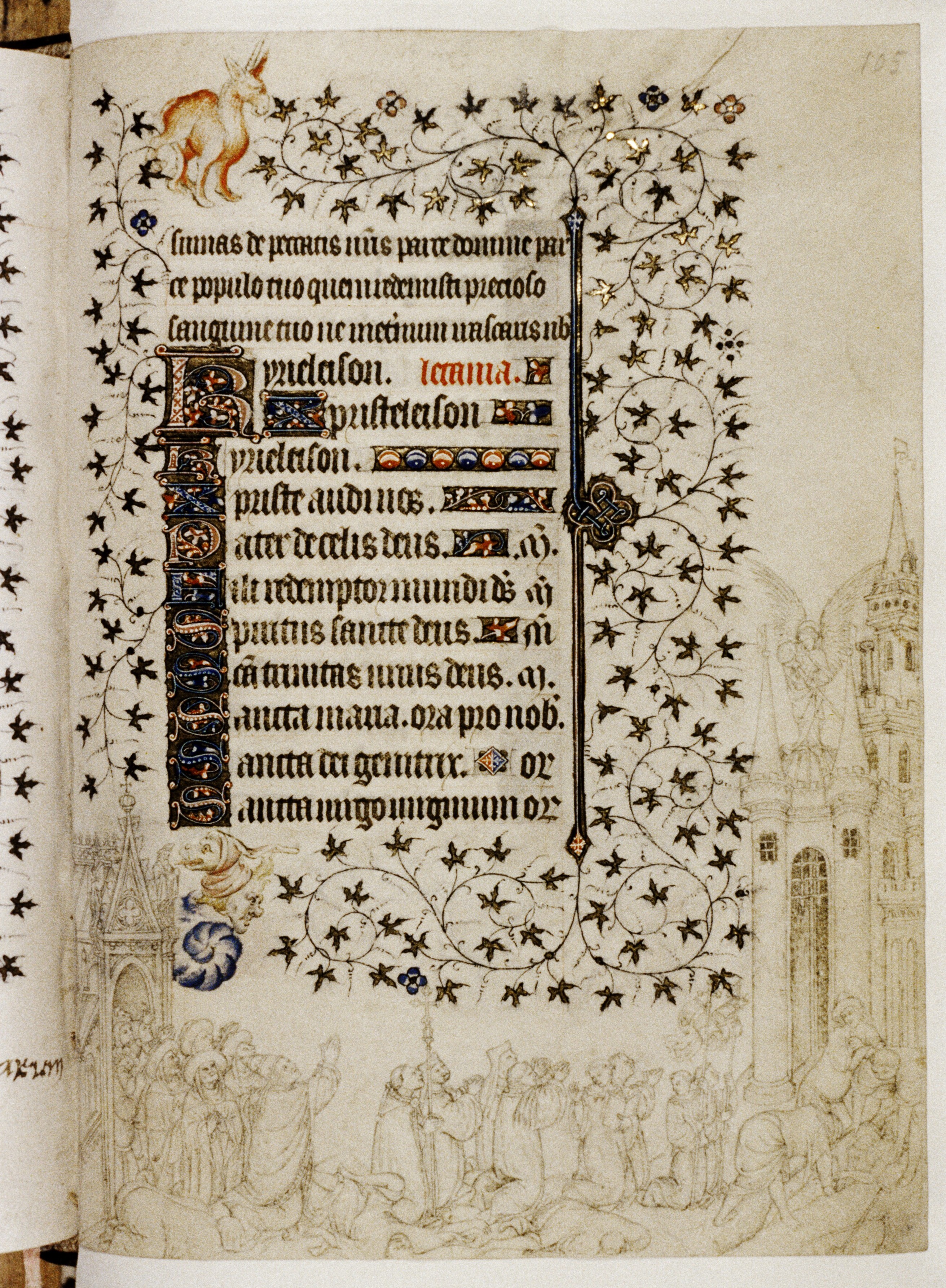
Livre d'heures, Bodleian Library, procession de Grégoire le Grand, f.105v.

### Panneau

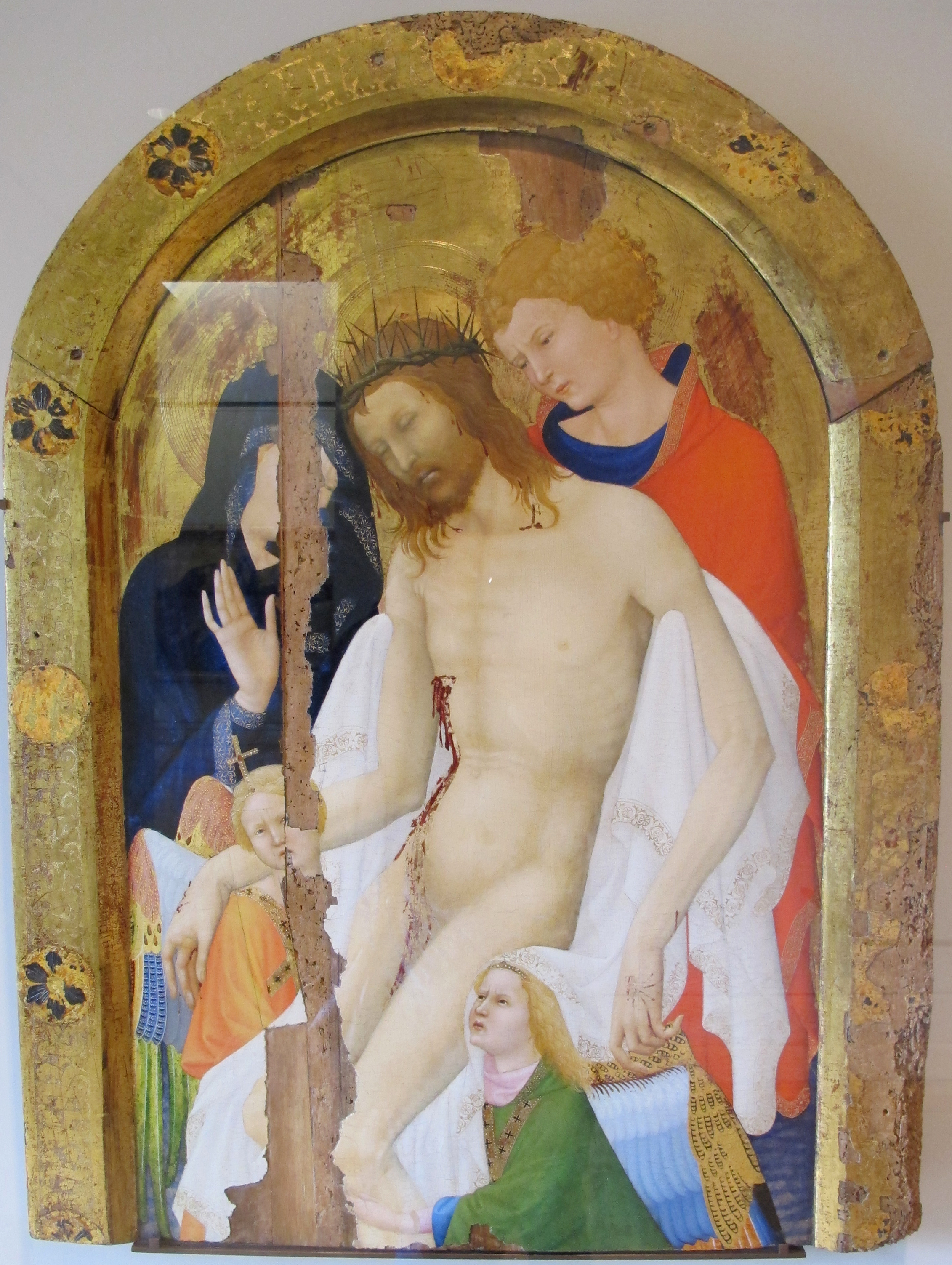
Christ de Pitié, musée du Louvre.

Dominique Thiébaut, conservatrice au musée du Louvre, a proposé de voir leur main plutôt que celle de Jean Malouel, en décembre 2015, dans Le Christ de pitié soutenu par saint Jean l’Évangéliste en présence de la Vierge et de deux anges, huile sur bois (noyer), 102,5 × 77,5 cm, musée du Louvre.

## Postérité

### FestivalFrères de Limbourg
Nimègue, ville natale des frères de Limbourg, organise fin août un festival annuel médiéval sous le nom de Festival Frères de Limbourg. Des personnes en costumes d'époque inspirés partiellement sur les enluminures médiévales jouent des scènes d'époque : marché, campements, batailles, jeux. Les participants se mettent en cortège. Il y a des expositions thématiques et on sert des nourritures de l'époque.